# روبن باكر
روبن باكر (بالإنجليزية: Robin Bakker)‏ هو مجدف أسترالي، ولد في 4 ديسمبر 1959.

## وصلات خارجية
- روبن باكر على موقع الاتحاد الدولي للتجديف (الإنجليزية)
- روبن باكر على موقع اللجنة الأولمبية الدولية (الإنجليزية)
- روبن باكر على موقع أوليمبيديا (الإنجليزية)
- روبن باكر على موقع اللجنة الأولمبية الأسترالية (الإنجليزية)